# Katz und Maus (Film)
Katz und Maus ist ein deutscher Spielfilm aus dem Jahre 1967. Der Film entstand nach der gleichnamigen Novelle von Günter Grass.

## Handlung
Der Film spielt in Danzig während des Zweiten Weltkriegs. Joachim Mahlke ist Gymnasiast und unter seinen Schulkollegen ein Außenseiter. Er sieht durch einen übergroßen Adamsapfel entstellt aus. Die Jugendlichen verbringen ihre Zeit an der Ostsee. Beliebter Spielplatz ist das Wrack eines polnischen Minensuchbootes. Dort tut sich Joachim als hervorragender Schwimmer und Taucher hervor. Seinen Adamsapfel versucht Joachim durch allerlei Utensilien zu verbergen. Einem Soldaten hatte er dessen Ritterkreuz gestohlen, jetzt ziert es seinen nackten Oberkörper bei den sommerlichen Spielereien. Der schwierige Jugendliche fliegt aufgrund des Diebstahls schließlich von der Schule und geht als Freiwilliger in den Krieg. Dort bekommt er selbst ein Ritterkreuz verliehen und kehrt auf Heimaturlaub zu seiner alten Schule zurück, in der Hoffnung, als militärischer Held endlich Anerkennung zu finden. Doch sein Heldentum wird abgelehnt. Mahlke desertiert und flieht auf das alte Minenboot. Er verschwindet spurlos.

## Kritiken
„Kabarettistisch zugespitzte Satire, die zwar weniger vielschichtig ist als die literarische Vorlage, dafür aber um so aggressiver in dem Versuch, alte und neue Varianten des deutschen Militarismus als Zwangsneurose zu entlarven. Stellenweise nicht ohne Witz, formal weit weniger konsequent.“

„Beachtenswerter deutscher Film, der rückblendend Vergangenheit und Gegenwart verbindet und von den Jugendjahren und frühem Sterben des Oberschülers Joachim Mahlke erzählt. Das von dem Schüler bei seinen kindischen Spielen auf einem Schiffswrack in der Danziger Bucht gestohlene Ritterkreuz deutet der Film als Symbol für die Perversion des Menschen im Kriege. Literarische Verfilmung, die schon Zuschauer ab 16 intensiv beschäftigen und zur Diskussion herausfordern wird.“

## Trivia
Die Hauptrollen werden von zwei Söhnen Willy Brandts gespielt, Lars Brandt übernahm die Rolle des jungen Mahlke und Peter Brandt verkörperte den älteren Mahlke.